# Камполонго-суль-Брента
Камполонго-суль-Брента (итал. Campolongo sul Brenta) — коммуна в Италии, располагается в провинции Виченца области Венеция.
Население составляет 837 человек (2008 г.), плотность населения составляет 93 чел./км². Занимает площадь 9 км². Почтовый индекс — 36020. Телефонный код — 0424.
Покровительницей коммуны почитается Пресвятая Богородица, празднование 16 июля.

## Демография
Динамика населения:

## Администрация коммуны
- Официальный сайт: